# Trigonidium insigne
Trigonidium insigne là một loài thực vật có hoa trong họ Lan. Loài này được Rchb.f. ex Benth. & Hook.f. miêu tả khoa học đầu tiên năm 1883.